# APIS
APIS fue un fabricante de automóviles de Palermo, en Italia, fundado en 1903 por Eugenio Oliveri, activo a principios de 1900.

## Historia
APIS fue fundada por el Commendatore Eugenio Oliveri. Fue una figura destacada en el panorama político - industrial de Palermo. Senador del Reino de Italia, tres veces alcalde de Palermo y presidente de la Cassa di Risparmio. En 1903 se hizo cargo de una planta de "construcciones mecánicas con fundición" del caballero Pietro Corsi, sin embargo, le dejó el cargo de director técnico. La fábrica estaba especializada en varios tipos de construcción, a lo que se unieron la de automóviles eléctricos de 4 a 10 HP, la de autos de gasolina de 5 a 10 hp con motores de 1, 2, 4 y 8 cilindros, con o sin palanca de velocidad para marcha atrás, transmisión cardán y cadena, refrigeración por ventilador (patente propia), equipado con todas las mejoras descubiertas hasta entonces, y de automóviles con motores a vapor de 25 a 50 CV ".

## Producciones
La compañía produjo:
- coches eléctricos;
- coches de gasolina;
- coches de vapor;
- calderas de vapor;
- máquinas de extracción;
- máquinas de conducción;
- bombas eléctricas;
- motores hidráulicos;
- prensas hidráulicas;
- motores de gas.